# Нижній Нарим
Нижній Нари́м (рос. Нижний Нарым) — село у складі Красночикойського району Забайкальського краю, Росія. Входить до складу Альбітуйського сільського поселення.

## Населення
Населення — 137 осіб (2010; 198 у 2002).
Національний склад (станом на 2002 рік):
- росіяни — 100 %